# Čarman
Čarman je priimek v Sloveniji, ki ga je po podatkih Statističnega urada Republike Slovenije na dan 1. januarja 2010 uporabljalo 370 oseb in je med vsemi priimki po pogostosti uporabe uvrščen na 977. mesto.

## Znani nosilci priimka
- Anja Čarman (*1985), plavalka
- Dragica Čarman (1935–2005), pevka sopranistka
- Franci Čarman (1912–1980), baletni plesalec
- Gašper Čarman, somelje
- Ivo Čarman (*1959), smučarski tekač, biatlonec
- Janka Čarman, onkologinja, vodja strokovne skupine za raka prostate
- Marija Čarman Kržan (*1936), biokemičarka in farmakologinja
- Tina Čarman (*1978), atletinja
- Vesna Čarman, kulinaričarka